# دهه ۱۲۵۰ (میلادی)
دهه ۱۲۵۰ (میلادی) صد و بیست و پنجمین دهه تقویم میلادی است.

## درگذشتگان
‎